# Menhir von Wettin
Der Menhir von Wettin ist ein Menhir bei Wettin, einem Ortsteil von Wettin-Löbejün im Saalekreis in Sachsen-Anhalt.

## Lage und Beschreibung
Der Stein wurde erstmals 2004 von Bodo Wemhöner als Menhir identifiziert. Genauere Angaben zu Maßen und Material liegen nicht vor. Er soll große Ähnlichkeit mit dem heute zerstörten Menhir von Gimritz haben, im Gegensatz zu diesem steht er aber nicht mit einem Grabhügel in Beziehung.